# Порт Уинийми (град, Калифорния)
Порт Уинийми (на английски: Port Hueneme) е град в окръг Вентура, щата Калифорния, САЩ. Порт Уинийми е с население от 21845 жители (2000) и обща площ от 12,1 km². Намира се на 4 m надморска височина. ЗИП кодовете му са 93041–93044, а телефонният му код е 805.